# Go-Reizei
Go-Reizei byl v pořadí 70. japonským císařem, vládl v letech 1045-1068. Narodil se 28. srpna 1025, zemřel 22. května 1068. Jeho vlastní jméno bylo Čikahito.
Go-Reizei byl nejstarším synem císaře Go-Suzaka a Fudžiwary no Kiši. Císař Go-Reizei neměl v době své smrti žádné žijící dítě. Proto se po jeho smrti stal císařem jeho nevlastní bratr Go-Sandžó.
Vláda císaře Go-Reizeie se rozděluje do období Kantoku, Eišó, Tengi, Kóhei a Džirjaku
| japonský císař        | japonský císař      | japonský císař      |
| --------------------- | ------------------- | ------------------- |
| Předchůdce: Go-Suzaku | 1045–1068 Go-Reizei | Nástupce: Go-Sandžó |